# کوریهارا، میاگی
کوریهارا در استان میاگی در کشور ژاپن واقع شده‌است که دارای جمعیت ۶۹٬۹۲۵ نفر و مساحت ۸۰۴٫۹۳ کیلومتر مربع با تراکم جمعیت ۹۶٫۷ نفر در کیلومترمربع است و در تاریخ ۱ آوریل ۲۰۰۵ به عنوان شهر شناخته شد.